# Kratka zgodba
Kratka zgodba je kratka pripovedna vrsta, osredotočena na majhen, na zunaj nepomemben pripetljaj (izsek iz vsakdanjega življenja literarne osebe), vendar s simboličnim življenjskim pomenom, sklep lahko ostane odprt.

## Terminološke zadrege
Termin kratka pripovedna proza (tudi kratka proza ali krajša proza) je (lahko tudi) širši izraz kot ang. short story, saj zajema vse kratkoprozne vrste (basen, priliko, legendo, pravljico, pripovedko, črtico, povest, anekdoto, kot tudi kratko zgodbo in novelo).
»To, kar je po angloameriški terminologiji short story, je v španski lahko novela corta, cuento ali cuento corto, v francoski nouvelle ali conte, v italijanski racconto, v nemški Novelle ali Kurzgeschichte, v ruski rasskas, povest ali novella, v srbski in hrvaški kratka priča ali novela, v slovenski kratka zgodba ali novela.« V španski, francoski in ruski govorni rabi so izrazi lahko razumljeni sinonimno. Angloameriška teorija je ohlapnejša od nemške: pojem short story lahko pomeni kratko pripovedno prozo ali kratko zgodbo kot literarno vrsto.
Na Slovenskem je bila v 80. letih 20. stol. najpogostejša vrstna oznaka v naslovu ali podnaslovu zbirk zgodba (17 %), v 90. jo je nadomestila novela (20 %). Oznake kratka zgodba ni zaslediti, pač pa se v devetdesetih letih pojavi zbirni pojem kratka proza. Med literarnovednimi opredelitvami je večja raznolikost: v rabi je kar 13 vrstnih oznak, med drugim tudi kratka zgodba, zgodba, novela, kratka proza in noveleta.
Tudi »v preteklosti je bilo poimenovanje izjemno pestro in nepregledno, saj pozna slovenska literarna praksa za označevanje kratkih pripovedi zelo veliko izrazov!« Kocijan je iz obdobja 1850–1891 med kratko pripovedno prozo uvrstil »sestavke, ki so jih pisatelji tistega časa vrstno takole poimenovali […]: povest, povestica, pripovest, povedka, dogodka, dogodbica, zgodba, prigodba, prigodbica, pripetljaj, novela, novelica, noveleta, obraz, podoba, podobica, slika, črtica, črta, selanka, idila, pripovedka, pravljica, bajka, fantazija, prizor, spomin.«
Njegov nabor se ne omejuje le na kratke zgodbe, tako da zajema poimenovanja za celotno kratko pripovedno prozo (v širšem smislu).

## Kratka zgodba – značilnosti
Kratka zgodba (v ožjem smislu) je kratka pripovedna vrsta, ki običajno obsega 500–8000 besed, lahko tudi manj.
Temeljne lastnosti ilustrirajmo ob Blatnikovi kratki zgodbi O čem govoriva. Dogajanje je zelo skrčeno, običajno nima predzgodb, pogosto se začne in medias res, pri Blatniku sredi pogovora. Kratka zgodba prikazuje pripetljaj (izsek), iz življenja osrednje literarne osebe. Dogajanje zaznamuje trenutek preobrata (resnice, epifanije), ko literarna oseba spozna, da življenje ni takšno, kakršno se zdi, a se kljub temu nič ne spremeni. Kratkoprozni subjekt ugotavlja, da so poti neštete in neskončne, zato potovanje vedno znova začenja na novo. Na koncu izseka iz potovanja, ki ga prikazuje kratka zgodba, se osrednja literarna oseba ne spremeni, potovanje ji ne vlije novih življenjskih spoznanj. O čem govoriva nima izrazitega izseka življenja, saj nam pisatelj na hitro očrta način življenje osrednje literarne osebe (v treh enostavčnih povedih: »Hodimo v kino. Beremo knjige. Poslušamo plošče.«). Rahla sprememba v življenju se prične, ko se osrednji lik srečuje z žensko, ki jo je na začetku kratke zgodbe spoznal v knjižnici in se z njo zapletel v klepet. A ta odklon, ki pravzaprav traja le en dan, je zgolj navidezen, saj je za kratko zgodbo pomembneje to, da ta njen dogodek (tj. pripetljaj) na koncu pravzaprav ne vpliva na osrednjo osebo, saj ta svojega življenja ne spremeni. Osrednji lik se ne trudi rešiti sveta, ker ve, da to ni mogoče. Spoznava, da ne more rešiti niti lastnih marginalnih in vsakdanjih težav: vse postaja enako (ne)pomembno in življenjsko (ne)usodno. Velike ideje romanesknih junakov se sprevračajo v majhne in nepomembne vsakdanje zaplete, ki jih osrednja literarna oseba ne zna in ne zmore rešiti. V Blatnikovi kratki zgodbi se »glavni junak« navidez nezainteresirano ubada z zadrego, o čem oz. kako govoriti. Kraj in čas dogajanja sta omejena, pri Blatniku na le en dan in Ljubljano (knjižnica, slaščičarna Tivoli (Petriček), avto, njeno stanovanje, njegovo stanovanje, kino in kavarna). Kratka zgodba nima izrazitega vrha. Še pred pravim konfliktom in zaostrenjem (vrhom) se mimo pripelje policija, ki prepreči večji pretep. Sledi le presenetljiv in izrazit razplet ter navadno odsekan, presenetljiv konec (brez moralnega nauka):osrednji lik gre okrvavljen z žensko k sebi domov, da bi mu oprala rane. Na hodniku ga čaka žena, ki je brez ključa od stanovanja. Žena ga nagovori v angleščini in se dela, kot da ga ne pozna. Šele zjutraj, ko ženska zapusti stanovanje, žena vstopi v njuno stanovanju, kjer se ob časopisu nekaj trenutkov kasneje povsem nejezno, nezainteresirano, brezskrbno in dobrodušno ne želi pogovarjati o tem, kaj se je medtem komu zgodilo (kot ironija motiva 'živela sta srečno do konca svojih dni'). Iz tega je tudi razvidno, da motivi v kratki zgodbi pogosto ostajajo nepojasnjeni, skrivnostni oz. le slutljivi. Literarnih oseb je malo (največ tri), psihološko se ne razvijajo, karakterizacija je skopa. Prevladuje prvoosebni pripovedovalec. Jezik je preprost. Blatnikovo zgodba ima veliko dialogov notranjih monologov osrednjega lika. Kratka zgodba je izrazito eliptična in temelji na kompresiji. Blatnik res ne opisuje na široko, temveč se osredotoča zgolj na občutke osrednjega lika. Zaradi presenetljivega obrata se pogosto zgodi, da na videz nepomemben zaplet dobi usodno razsežnost, ki jo bralec lahko le sluti, saj odsekani konec ne ponudi končnega moralnega nauka niti razpleta, se pravi pripetljaj literarnega subjekta ne spremeni. Zaplet, ki je na videz nepomemben, tudi v resnici ne prinese usodne razsežnosti v življenje literarnih oseb. A zaradi skope karakterizacije običajno niti ne moremo zagotovo vedeti, kakšne so te osebe dejansko bile oz. so, zato lahko le slutimo, da v svojem nadaljnjem življenju ostanejo iste.
»Za zunanjo razdelitev velja, da je dogajanje nepretrgano. Približno polovica kratkih pripovedi je razdeljenih na poglavja, njihovo število pa je po navadi 3–5.«

### Primerjava novele in kratke zgodbe
V ZDA razumejo novello kot predhodnico short story – kar je bila nekdaj novela ali zgodba (tale), postane v sredini 19. stol. s Poejem short story. S Čehovom in Joycem pa črtica (sketch) postane moderna short story. Na Slovenskem Virk te termine razdeli na tri različne kratkoprozne vrste, a obenem opozarja, da njegov predlog ne pomeni izdelane in zaokrožene teorije omenjenih vrst, temveč le opozarja na probleme, ki jih teorija short story sploh ne tematizira, ter predlaga nekatere možne rešitve. Hkrati pa opozori tudi na potrebo, da slovenska literarna veda razvije svojo lastno različico teorije kratke proze, upoštevajoč slovensko literarno produkcijo in recepcijsko zavest slovenskega bralca.
- Tradicionalna novela (z raznimi modifikacijami upoštevana tudi moderna novela) »pomeni predvsem pripoved o nekem nenavadnem, posredovanja vrednem realnem (zunanjem) dogodku, ki največkrat ponazarja kak izjemen, zaostren življenjski položaj. Fabula je razmeroma simetrična, z razdelano ekspozicijo in sintetizirajočim sklepom, ki dogajanje nekako integrira v celovitost sveta.«
- Kratka zgodba – po navadi prek bizarnega, grotesknega, absurdnega dogajanja – implicira nedoumljivo, a obenem navzočo »absolutno realnost« oziroma das Unheimliche, ki prelamlja z našim privajenim svetom. Zato je subjektivna, prvoosebna, z nesklenjeno fabulo, z odprtim začetkom in koncem, eliptična, brez izdelane ekspozicije, konča se na vrhuncu brez sintetičnega sklepa.«
- Moderna short story se osredotoča na notranjo, subjektivno realnost, dostopno nekontinuirano, prek bežnih, impresionističnih vtisov, posredno, s sugestijami in z namigi. Zato po navadi nima več osrednjega dogodka, pogosto je sestavljena iz impresij, svoje »sporočilo« pa posreduje s slogovnimi sredstvi, simboliko, metaforiko, metonimiko.«[1]

Kratko zgodbo (Kurzgeschichte) in novelo pa Tomo Virk po nemških teoretičarkah Ruth J. Kilchenmann (1968) in Erni Kritsch Neuse (1980) primerja takole:
- »novela je zgrajena simetrično, linearno se vzpenja proti vrhuncu in nato upade, sosledje dogodkov je logično in kronološko urejeno; kratka zgodba je lahko linearna, lahko skokovita, arabeskno skrčena ali eliptična, dogodki si ne sledijo nujno logično;
- novela ima po navadi izdelano ekspozicijo, glavni lik je razmeroma podrobno predstavljen in karakteriziran, tudi kraj in čas dogajanja sta pogosto navedena; za kratko zgodbo je značilnejši »odprti začetek«, lik se preprosto neposredno pojavi pred nepripravljenim bralcem, kraj in čas dogajanja največkrat nista označena;
- v novelah je dogajanje zunanje motivirano in psihološko utemeljeno; v kratki zgodbi motivi pogosto ostajajo nepojasnjeni, skrivnostni, le slutljivi;
- novela junaka kaže na ozadju konkretnega družbenega okolja, pripovedovalec je avktorialni, največkrat tretjeosebni; v kratki zgodbi konkretnega družbenega okolja po navadi ni; tu se lik ne psihično ne karakterno ne razvija; gledišče je skoraj vedno enotno in iz iste smeri, pripovedovalec je največkrat prvoosebni, prevladujeta personalna in nevtralna pripovedna perspektiva;
- kratka zgodba je povsem osebna, individualna, prenaša individualno izkušnjo in se ne more sklicevati – tako kot novela – na že znano izkustvo;
- dogajanje v noveli je eksplicitno; v kratki zgodbi večji del dogajanja le slutimo;
- novela se po vrhuncu po navadi postopno sklene, bodisi s kratkim poročilom, s splošno refleksijo, v bolj tradicionalnih novelah celo z nekakšnim naukom; za kratko zgodbo je značilen »odprti konec«, konča se naenkrat, z ostrim rezom, največkrat nepričakovano, fabulativno se ne zaokroži.«[1]

## Razvoj kratke pripovedne proze
Novela in kratka zgodba sta se razvili iz istih literarnih predhodnic: antične zgodbe, eksempla, kazusa, legende, prilike, življenjepisa svetnikov, nabožne ali moralne zgodbe, mirakla, basni, facetije, šaljivke, laija, fablia itd. Vendar vse te krajše pripovedne literarne vrste niso nujno pisane v prozi, kot je kratka zgodba, saj je proza za antiko in srednji vek imela nižjo estetsko vrednost.
Za začetnike kratke zgodbe veljajo Američan Edgar Allan Poe in Ernest Hemingway, izhajajoča iz ameriške, ter Nemca Heinrich von Kleist in Johann Peter Hebel iz nemške tradicije.
Po Virku nastane kratka zgodba v obdobju romantike. Edgar Allan Poe s svojim žanrom short story pomembno vpliva na razvoj novele, predvsem pa spodbudi nastanek kratke zgodbe. Kot najopaznejšo lastnost sodobne kratke zgodbe izpostavi, da »se je rodila pod pritiskom hitro razvijajočega se časopisja in hlastanja bralcev po učinkovitih in prodornih zgodbah, po možnosti takih, ki jih je moč prebrati na en mah«. Je torej izvorno feljtonistična, medtem ko je novela že od svojih začetkov/izvorno umetniška forma.
Kratka zgodba se je razvila v poznem 19. stoletju, vrh razvoja pa je doživela v 20. stoletju, npr. G. Maupassant in A. P. Čehov sta jo razvijala na podlagi starejše novele, poseben razcvet je doživela v Ameriki v obliki short story. Ustrezala je potrebi po kratkih zgodbah v revijah in časnikih. Svoj razcvet doživi v obdobju modernizma (Kafka, Faulkner, James Joyce, Virginija Woolf, Katherina Mansfield, Wyndham Lewis in Malcom Lowry). Na Slovenskem so se z njo ukvarjali predvsem Janko Kersnik, Ivan Tavčar, Ivan Cankar, Slavko Grum, France Bevk, Prežihov Voranc, Lojze Kovačič in Marko Švabič.
Na Slovenskem se je porast zgodil proti koncu 20. stoletja – v osemdesetih letih prevladujejo kratke zgodbe, v devetdesetih pa novele.

## Tipologija slovenske kratke pripovedne proze (1980–2000)
»V osemdesetih in devetdesetih letih nastopata na slovenskem literarnem prizorišču generaciji, ki ju prelamlja leto 1960. Starejša, imenovana tudi nova slovenska proza, rojena okoli 1950, je začela objavljati konec sedemdesetih. Izhaja iz modernistične tradicije, pisavo zaostri v antimimetičnosti in protirealizmu. Pogosti so parodični elementi, mešanje perspektiv, realnosti in fantastike. Literarna oseba je navadno žrtev družbe. Pojavljajo se žanrski in stilni sinkretizem, destrukcija pripovednih stalnic in avtorefleksivnost. Mlajša generacija, rojena okoli 1960, se na trgu pojavi v osemdesetih letih. Prvi znanilci mlajših, sprva so jih imenovali tudi generacija brez karizmatičnih mentorjev, se promovira leta 1983, ko izide zbornik Mlada proza (Blatnik, Frančič, Stavber). Pripisujejo jim eksplicitno tematiziranje literarnosti in medbesedilnosti, raznovrstno postmodernistično eksperimentiranje (palimpsestnost, simuliranje, imitiranje, citiranje), vračanje v preteklost ter svobodno preinterpretiranje tradicije. Subjekt nostalgično hrepeni po metafizični gotovosti, je osamljeni izgubljenec v svetu izgubljene nedolžnosti. […] V nasprotju s tradicionalnim (romanesknim) junakom, ki tik pred propadom spozna, da je potovanje sicer končano, a se pot šele začenja, subjekt mlade slovenske kratke proze ugotavlja, da je poti še nešteto, kar ga plaši, zato se na potovanje sploh ne poda. Na koncu ozkih izsekov iz poti – prav to po navadi prikazuje kratka zgodba – se subjekt ne spremeni, ne spozna ničesar metafizično presenetljivega. Pasivnost je njegovo temeljno določilo.«
Slovenski literarni zgodovinarji so predlagali več tipologij.
Blanka Bošnjak na osnovi dveh temeljnih paradigmatskih strukturah: v prvi prevladujejo nove literarne usmeritve znotraj postmoderne. V drugi paradigmi pa opazimo »duhovnozgodovinski temelj preteklih literarnih usmeritev (realizma, eksistencializma, modernizma), ki pa se v sodobni slovenski kratki prozi kažejo v modificirani obliki, velikokrat kot nadgradnja. Znotraj druge paradigme tako ločimo naslednje tipe sodobne slovenske kratke proze: ultramodernistični, iracionalistično-mistični ter neorealistični tip, v katerega sodijo besedila minimalističnega in posteksistencialističnega tipa.«
Alenka Žbogar slovensko kratko prozo na prelomu tisočletja razvrsti na naslednje tipe zgodb: 
- Metafikcijske

»Mlada slovenska proza […] naredi opaznejši premik k postmodernizmu v poigravanju z medbesedilnostjo in metafikcijo. Brisanje meja med resničnostjo in fikcijo namerno ustvarja videz avtentičnosti. Subjekt je krhki izgubljenec v svetu izgubljene nedolžnosti (Eco), svetu, ki se zdi labirintna knjižnica (Borges).«
Predstavniki in dela: Andrej Blatnik (Šopki za Adama venijo, 1983; Biografije brezimenih: majhne zgodbe, 1989; Menjave kož, 1990; Zakon želje, 2000), Igor Bratož (Pozlata podobe, 1988), Lela B. Njatin (Nestrpnost, 1988), Maja Novak (Zverjad, 1996), Aleksa Šušulić (Kdo mori bajke in druge zgodbe, 1989; Aleksija, 1997), Igor Zabel (Strategije. Taktike, 1984), Med predstavniki starejše generacije pa sodi Branko Gradišnik (Mistifikacije, 1987).
- Lirične

»Izrazito poetična kratka proza z elementi metafikcije, fantastike in arhaičnosti z ritmiziranimi metaforičnimi fragmenti. Fabule skoraj ni, subjekt pa se utaplja v končnosti, nepopolnosti in protislovnosti – svojo identiteto najde v niču. Pripoved je prvo- ali tretjeosebna.«
Predstavniki in dela: Lidija Gačnik Gombač (Magdalena, 1987; Jajce 1994), Lela B. Njatin (Nestrpnost, 1988), Feniks Svetina (Ljubezen – trojanski konj, 1988), Tomaž Šalamun (Hiša Markova, 1992), Brina Švigelj Mérat (April, 1984).
- Z ljudsko motiviko in pravljičnimi elementi

Tu gre za preplet črpanja ljudske motivike in pravljičnih motivov s čisto fantastiko, kar učinkuje arhaično.
Predstavniki in dela: Lidija Gačnik Gombač, Lojze Kovačič (Zgodbe s panjskih končnic, 1993), Marjan Tomšič (Prah vesolja, 1999), Vlado Žabot.
- Fantastične

V tovrstni kratki prozi se vsakdanje preverljiva stvarnost prevesi v fantastiko brez vsakršnih norm.
Predstavniki in dela: Branko Gradišnik (Zemljazemljazemlja, 1981), Uroš Kalčič (Numeri, 1996), Milan Kleč (Briljantina 1985), Samo Kuščer (Sabi, 1983; Žalostni virtuoz in druge domišljijske zgodbe, 1989), Mart Lenardič (Moje ženske 1989), Jani Virk.
- O izpraznjenih medosebnih odnosih (v urbanem okolju)

»V osemdesetih in devetdesetih je tako v novelističnih kot v zbirkah kratkih zgodb pogosto tematizirana izpraznjenost, površnost medosebnih odnosov.«
Predstavniki in dela: Franjo Frančič, Milan Kleč, Mart Lenardič (Moje ženske, 1989; Še večji Gatsby, 1994), Andrej Morovič, Brane Mozetič, Marijan Pušavec (Zbiralci nasmehov, 1992),
P. Traven (Peter Mlakar), Milojka Žižmond Kofol (Polovica ženske, 1992; Levitve, 1991).